# Kate Fotso
Pour les articles homonymes, voir Fotso.
Kate Kanyi-Tometi Fotso est une femme d'affaires camerounaise et veuve d'André Fotso. Elle est la 20e fortune d'Afrique francophone et la première femme à figurer dans le top 30 des fortunes noires francophone d'Afrique.

## Biographie

### Enfance et éducation
Kate est originaire d'une région anglophone du Cameroun.

### Carrière
Elle est la fondatrice et la dirigeante de Telcar Cocoa, le premier exportateur camerounais de cacao, dont Cargill est coactionnaire,. Elle est à l'initiative de l'académie des coopératives lancée en 2011 (Coop Academy) avec la Société financière internationale (SFI, filiale de la Banque mondiale). Son programme de certification du cacao a impliqué plus de 30 000 producteurs de cacao et permis d’attirer les premiers investissements de la SFI dans l’industrie cacaoyère camerounaise avec 30 % d'exportation de sa production chez Cargill. Elle  se fait de plus en plus connaitre sous l'appellation de  « dame de fer de l’or brun ». Outre son statut de chef d'entreprise, Kate Fotso est présidente du Syndicat des exportateurs camerounais de cacao.
Dans son numéro de février-mars 2023 le magazine Forbes Afrique la cite dans sa liste des femmes les plus influentes d'Afrique. Elle est considérée comme l’une des femmes les plus riches et les plus puissantes du continent.

### Vie personnelle
Avec son conjoint, André Fotso, ancien président du Groupement Inter-patronal du Cameroun, elle a formé un illustre couple de patrons jusqu'à son décès.